# Nikolai Pavlov (cầu thủ bóng đá người Nga)
Nikolai Aleksandrovich Pavlov (tiếng Nga: Николай Александрович Павлов; sinh ngày 11 tháng 1 năm 1997) là một cầu thủ bóng đá người Nga thi đấu cho FC Pskov-747.

## Sự nghiệp câu lạc bộ
Anh có màn ra mắt tại Giải bóng đá chuyên nghiệp quốc gia Nga cho FC Pskov-747 vào ngày 28 tháng 7 năm 2016 trong trận đấu với F.K. Torpedo Vladimir.